# تشلو (غهرة)
تشلو (بالفارسية: چلو) هي مستوطنة تقع في إيران في قسم غهرة الريفي. يقدر عدد سكانها بـ 319 نسمة .